# UFC Fight Night: Florian vs. Gomi
 UFC Fight Night: Florian vs. Gomi (conosciuto anche come UFC Fight Night 21), è stato un evento di arti marziali miste tenuto dalla Ultimate Fighting Championship il 31 marzo 2010 al Bojangles' Coliseum di Charlotte, negli Stati Uniti. 

## Risultati
|                  | Divisione       |                   |                 |                   | Metodo                                      | Round           | Tempo           | Premio          |
| Card Principale  | Card Principale | Card Principale   | Card Principale | Card Principale   | Card Principale                             | Card Principale | Card Principale | Card Principale |
| ---------------- | --------------- | ----------------- | --------------- | ----------------- | ------------------------------------------- | --------------- | --------------- | --------------- |
|                  | Pesi leggeri    | Kenny Florian     | batte           | Takanori Gomi     | Sottomissione (rear-naked choke)            | 3               | 2:52            | SOTN            |
|                  | Pesi massimi    | Roy Nelson        | batte           | Stefan Struve     | KO (pugni)                                  | 1               | 0:39            | KOTN            |
|                  | Pesi medi       | Jorge Rivera      | batte           | Nate Quarry       | TKO (pugni)                                 | 2               | 0:29            |                 |
|                  | Pesi leggeri    | Ross Pearson      | batte           | Dennis Siver      | Decisione unanime (30-27, 30-27, 30-27)     | 3               | 5:00            | FOTN            |
| Card Preliminare |                 |                   |                 |                   |                                             |                 |                 |                 |
|                  | Pesi leggeri    | Andre Winner      | batte           | Rafaello Oliveira | Decisione unanime (30-27, 29-28, 30-27)     | 3               | 5:00            |                 |
|                  | Pesi leggeri    | Jacob Volkmann    | batte           | Ronys Torres      | Decisione non unanime (28-29, 30-27, 30-27) | 3               | 5:00            |                 |
|                  | Pesi leggeri    | Nik Lentz         | batte           | Rob Emerson       | Decisione unanime (29-28, 30-27, 29-28)     | 3               | 5:00            |                 |
|                  | Pesi leggeri    | Gleison Tibau     | batte           | Caol Uno          | TKO (pugni)                                 | 1               | 4:13            |                 |
|                  | Pesi medi       | Yushni Okami      | batte           | Lucio Linhares    | TKO (stop medico)                           | 2               | 2:47            |                 |
|                  | Pesi medi       | Gerald Harris     | batte           | Mario Miranda     | TKO (pugni)                                 | 1               | 4:49            |                 |
|                  | Pesi welter     | Charlie Brenneman | batte           | Jason High        | Decisione unanime (30-27, 30-27, 29-28)     | 3               | 5:00            |                 |

## Premi
I lottatori premiati ricevettero un bonus di 30.000 dollari.
Legenda:
- FOTN: Fight of the Night (vengono premiati entrambi gli atleti per il miglior incontro dell'evento)
- KOTN: Knockout of the Night (viene premiato il vincitore per il migliore knockout dell'evento)
- SOTN: Performance of the Night (viene premiato il vincitore per la migliore sottomissione dell'evento)